# Zubné
Zubné és un poble i municipi d'Eslovàquia. Es troba a la regió de Prešov, al nord del país.Té una població estimada, al juliol de 2024, de 348 habitants.

## Història
La primera referència escrita de la vila data del 1557.

## Demografia
| Godina             | 1994 | 2004   | 2014   | 2024   |
| ------------------ | ---- | ------ | ------ | ------ |
| Nombre de persones | 387  | 386    | 367    | 349    |
| Diferència         |      | −0,25% | −4,92% | −4,90% |

| Godina             | 2023 | 2024   |
| ------------------ | ---- | ------ |
| Nombre de persones | 347  | 349    |
| Diferència         |      | +0,57% |